# Mattiastrum thomsonii
Mattiastrum thomsonii là loài thực vật có hoa trong họ Mồ hôi. Loài này được (C.B. Clarke) Kazmi mô tả khoa học đầu tiên năm 1971.